# Joseph Allen (Politiker)
Joseph Allen (* 2. September 1749 in Boston, Province of Massachusetts Bay; † 2. September 1827 in Worcester, Massachusetts) war ein US-amerikanischer Politiker. In den Jahren 1810 und 1811 vertrat er den Bundesstaat Massachusetts im US-Repräsentantenhaus.

## Werdegang
Joseph Allen war ein Neffe von Samuel Adams (1722–1803), der Delegierter zum Kontinentalkongress und Gouverneur von Massachusetts war. Er wuchs während der britischen Kolonialzeit auf und studierte bis 1774 am Harvard College. Danach zog er nach Leicester, wo er privaten Geschäften nachging. Seit 1776 lebte er in Worcester. Zwischen 1776 und 1810 war er als County Clerk bei der Verwaltung des Worcester County angestellt. Im Jahr 1788 war Allen Delegierter auf einer Versammlung zur Überarbeitung der Verfassung von Massachusetts. Bis 1810 war er auch bei der Gerichtsverwaltung tätig.
Politisch wurde Allen Mitglied der Föderalistischen Partei. Nach dem Rücktritt des Abgeordneten Jabez Upham wurde er bei der fälligen Nachwahl für den zehnten Sitz von Massachusetts als dessen Nachfolger in das US-Repräsentantenhaus in Washington, D.C. gewählt, wo er am 8. Oktober 1810  sein neues Mandat antrat. Da er bei den regulären Wahlen dieses Jahres auf eine weitere Kandidatur verzichtete, konnte er bis zum 3. März 1811 nur die laufende Legislaturperiode im Kongress beenden. Zwischen 1815 und 1818 bekleidete Joseph Allen das Amt des State Councilor von Massachusetts. Er starb am 2. September 1827, seinem 78. Geburtstag, in Worcester.